# Far Cry (videójáték)
A Far Cry egy FPS játék, melyet a német Crytek fejlesztett és a francia Ubisoft adott ki. Észak-Amerikában 2004. március 23-án, Európában 2004. március 26-án jelent meg. A játék a CryEngine, a Crytek saját fejlesztésű motorjával futott, aminek az az érdekessége, hogy körülbelül egy szinten volt a szintén 2004-ben megjelent Half-Life 2 motorjával, a Source Engine-nel és az Id Tech 4-gyel, ami a Doom 3-at hajtotta. Bár a játék motorját nem tulajdonították forradalminak, képességeit nézve nem volt lemaradva vetélytársaitól, tartalmazott élethű fény-árnyékolást, részletes textúrákat és effekteket, hatalmas területeket tudott töltőképernyő nélkül megjeleníteni, emellett a játék fizikája is egy ligában indulhatott a Half-Life 2-jével. A játék sikere ellenére nem jutott akkora kultikus státuszba, mint az előbb említett cím, aminek az okai a nehéz játékmenet, a checkpoint-rendszer és a felejthető történet volt. Sokan viszont 2004 legjobb FPS-ének tartják, mert az akkoriban megjelent belső nézetű FPS-ekkel ellentétben a Far Cry nemlineáris játékmenete, szkriptmentessége és a sokak szerint forradalmi mesterséges intelligencia egy teljesen új FPS játékélményt nyújtott.
Több folytatása készült: Far Cry 2; Far Cry 3, valamint egy Blood Dragon című kiegészítő a Far Cry 3-hoz; Far Cry 4; Far Cry Primal; Far Cry 5, valamint a Far Cry sorozat spin-offja és elbeszélő folytatása a Far Cry New Dawn; Far Cry 6.

## Történet
Jack Carver hajóskapitány, múltját maga mögött hagyva egy charter-hajó üzletet nyit a Csendes-óceánon. Felbérelte Valerie Konstantint és elvitte egy kis Mikronéziai szigetre egy kisebb hajóval. Miután megérkeznek a szigethez, Valerie egy jet-ski-n közelíti meg a rejtélyes szigetet. Ekkor egy, a szigeten lévő zsoldos, aki észrevette az akciót, egy rakétával megpróbálja megsemmisíteni Jack hajóját és ezzel Jacket is. Jacknek sikerül megmenekülnie, de hajója felrobban, ő pedig egyedül maradt a sziget közelében. Valerie-nek nem sikerült partra szállnia, elveszett az óceánban. Jack kiúszik a partra és elhatározza, hogy hazajut. Az akciója elején talál egy telefont, amelyen kapcsolatba lép Doyle-al, ezt követően Doyle segítségével, aki rádión tartja a kapcsolatot Jack-kel, keresi meg elveszett társát, Valerie-t. Hamarosan információkat szerez arról, hogy a sziget nem ártatlan hely a Csendes-óceánon, és arra is rájön, miért akarták megölni.
A szigeten talál egy labort, ahol az embereken kísérleteztek és innen származnak a Trigens nevű mutánsok is. A játék során világossá válik, hogy a mutánsok, ahogy kezdetben hitte a játékos, nem csak őt támadják meg, hanem egyre nagyobb gondot jelentenek a szigeten lévő katonáknak is. A Trigensek megtámadják a katonákat is, így ők is mutálódnak. A szigetet járva, Doyle küldetéseit követve a későbbiekben Jack megtalálja Valerie-t, akit elraboltak a katonák, és egy helikopterhet akartak elrabolni. Jack egy sarokban lapulva megpróbálja végignézi, de közben őt is észreveszik, ezért azonnal elkezdenek menekülni a katonák. Jack meg akarja menteni Valerie-t, éppen hogy fel tud kapaszkodni a felszálló helikopterre, de ekkor az egyik zsoldos megpróbál Jack kezére lépni. Valerie ezt megelőzve lelöki a helikopterről a zsoldost és Jack-el együtt a tengerbe ugranak. Itt fedi fel Valerie valódi alakját, elmondja Jacknek, hogy CIA-ügynök, és már régóta tud a szigetről. Újra külön válnak, és a sziget után újra nyomozni kezdenek. Jack inkább úgy dönt, nem nyomoz tovább és megkeresi társát. A Trigensek viszont eközben megszöktek celláikból, és ellepték a szigetet, amely megnehezítette a körülményeket.
Krieger, a sziget és a kutatóközpont igazgatója küldött egy újabb csapat zsoldost, hogy öljék meg Jacket és Velrie-t. Jack megöli a zsoldosokat, valamint a katonák parancsnokát, Crowe-t. Crowe a halála előtt elárulja, hogy nem ő a kulcsember, hanem Krieger és vele együtt a nukleáris fegyver. Jack és társa azt az információt kapják, hogy a Védelmi Minisztérium ellenőrizte a helyzetet, és azt az utasítást kapják, hogy lopják el a fegyvert. Elindulnak a nukleáris fegyverrel, de Valerie azt mondja, robbantsák fel a gyárat, mert ha ezt nem teszik, a mutánsok kiszabadulhatnak. Itt már Valerie fertőzött. Azt tanácsolja Jack-nek, hogy mielőtt felrobbantják a gyárat, vigyék el a vírus ellenszerét. Jack visszamegy az épületbe és megtalálja az ellenszert annál, aki irányítja őket. Megfenyegette Jack, hogy ha nem adja oda az ellenszert, felrobbant mindent. Jack elveszi az asztalról a piros dobozt Valerie-vel beadják egymásnak az ellenszert, és felrobbantják az épületet. A robbanás hatósugarából való menekülés közben a robbanástól Jack elveszti az eszméletét. Mire ez megtörtént, Krieger embereivel megérkezett a szigetre és foglyul ejtette őket. Jack egy helikopterben ébred fel, társát pedig látja szintén a helikopterben. Krieger csak annyit mond: "Sok szerencsét a túléléshez!", majd lerúgja Jack-et a helikopterről egy mutánsok által ellepett területre. A földön talál egy puskát, amivel harmadszorra kell megmentenie Valerie-t, és elmenekülni a szigetről. Amikor Jack-nek sikerül elérnie a zsoldosok bázisát, észrevesz a karján egy zöld foltot. Doyle erre azt mondja: "A mutánsok nem közvetlenül fertőztek meg, de a robbanás ereje magával vitte a levegőben a mérget. Ez történt Dr. Kriegerrel is. Ezért kifejlesztett egy szérumot, hogy megállítsa a fertőzés terjedését." Jack elindul, hogy megtalálja Kriegert, akitől megszerezheti az ellenszert. Jack megtalálja Kriegert, legyőzi őt és katonáit, majd a haldokló professzortól elkéri az ellenszert. Krieger azt válaszolja, hogy ő már beadta magának az injekciót, de nincs ideje készíteni másikat, és hogy Valerie 1 órán belül meg fog halni. Rájön, hogy honnan szerezheti meg az ellenszert. Jack azt válaszolja, az öregnek nem áll jól a színészkedés, és kár, hogy nincs üzleti érzéke, azt mondja: "Ahol van fegyver, ott van pénz is.". Rádión megfenyegeti Doyle-t, aki nem hajlandó odaadni az ellenszert, erre Jack elindul egy Falcon 0,357-es pisztollyal Doyle-ért.
Miután megküzd egy csapat mutánssal, majd a Vulkáni erőd katonáival, Jack utoléri őt. Doyle utolsó szavai ezek voltak: "Te nem érted. Ők küldték nekem. Nem tudod megváltoztatni a jövőt." Jack csak annyit válaszol: "Hülye barom!" és lelövi Doyle-t. Jack ezután elmenekül és meggyógyítja Valerie-t. A vulkán, melyet Krieger indított el, felrobbantja a gyárat, és Jack-ék elmenekülnek egy hajón.
A befejező jelenetben Valerie egy mappát néz, amiben papírok és 2 CD van összekötve, feliratuk: "Project Far Cry".

## Folytatások, újrakiadások
A játéknak 2 folytatása készült: a Far Cry 2 és hozzá egy DLC, mely Fortunes Pack névre hallgat, továbbá a Far Cry 3, amely Európában 2012. november 29-én, az Egyesült Államokban 2012. december 4-én jelent meg. 
2011-ben a Ubisoft újra forgalomba hozta, az Ubisoft Exclusive sorozat részeként, Magyarországon ebben a kiadásban a PlayON forgalmazza. A folytatás: a Far Cry 4 és a 2016-ban megjelent Far Cry Primal. Nemrégen megjelent Far Cry 5, ami kicsit elüt a társaitól. A játék Amerikában játszódik.